# Gyu!と抱きしめたい!
『Gyu!と抱きしめたい!』（ギュ とだきしめたい）は、1998年4月5日から同年9月27日まで日本テレビ系列局で放送されていた日本テレビ製作のバラエティ番組である。その後も同年10月4日から1999年9月26日まで『KinKi KidsのGyu!』（キンキキッズのギュ）と題して放送されていた。

## 概要
それまで日曜12時10分から放送されていた『それ行けKinKi大放送』が、直前の時間帯に放送されていた『ともさか家の憂鬱』の枠を取り込んで拡大したリニューアル版。『KinKi大放送』時代と同様に、KinKi Kidsをはじめとするメンバーが出演していた。
当初は“女の子にモテる男になるためのグローイング・アップ・バラエティー”として放送が開始された。

## 放送時間
いずれも日本標準時。
- 日曜 11:40 - 13:00 （Gyu!と抱きしめたい!）
- 日曜 12:00 - 13:00 （KinKi KidsのGyu!） - 改題とともに放送枠が20分縮小。その20分は同じジャニーズ枠であるが、ドラマに転換され『BOYS BE… Jr.』となった。

## 出演者

### レギュラー
- 堂本光一（KinKi Kids）
- 堂本剛（KinKi Kids）
- 関根勤
- 藤崎奈々子
- 森一弥（エネルギー）
- 平子悟（エネルギー）

### 準レギュラー
Gyu!と抱きしめたい!
- 小林千香子
- 加藤マユミ

KinKi KidsのGyu!
- 直瀬遥歩
- 酒井彩名

## コーナー
男と女のGyu! → Gyu!とカップル
街角のカップルの生態をスタジオでVTR鑑賞し、その日のゲストに恋愛の極意を学ぶ。
資格ゲッターピカイチ
光一が様々な資格取得にチャレンジする。締固め用機械運転者をはじめ、一級小型船舶操縦士、アーク溶接作業者など、後継番組『ピカイチ』までコーナーは続き、最終的に20種類の免許を取得した。
Gyu!バリーヒルズ青春白書
芸能界に入ったために今までサークル活動などしたことが無い剛、藤崎奈々子、エネルギーの2人が青春を謳歌するため、「Gyuバリーズ」として大学の弓道部や漕艇部などに入部し、様々なことにチャレンジする。
カンコンキンキどん
関根勤演じる先生、剛演じる積極的なポジ男、光一演じる消極的なネガ男、ジャニーズJr.演じる普通なノマ男の3段オチのコントコーナー。
絵画のある部屋
光一と、光一の部屋にあるしゃべる絵画（剛）とのコント。
超人伝説ゲンシロウVSランホー
剛が『北斗の拳』のケンシロウ、光一が『ランボー』のランボーにそっくりの姿になり、関根扮する老師のお題で対決する。

### Jr.コーナー
KinKi Kidsとは別スタジオでジャニーズJr.のみで展開されたコーナー。出演者は小原裕貴、浜田一男、古谷暢一、大坂俊介、桜井翔、穴沢真啓など。馬場典子アナウンサー、河本香織アナウンサーらがアシスタントをつとめる。
Gyu!とくるチャート
最新CDや映画など様々な最新チャートを紹介する。
日本一をGyu!
メンバーが毎週2人ずつ、卵割りや羊の毛刈りなど、様々なジャンルの“日本一”に挑戦する。

## スタッフ
- プロデューサー：岩見ゆう子（ザ・ワークス）、森下典子（日本テレビエンタープライズ）
- 演出・プロデューサー：三枝孝臣
- チーフプロデューサー：増田一穂
- 美術デザイン：高野雅裕